# Mont Carpegna
Pour les articles homonymes, voir Carpegna (homonymie).
Le mont Carpegna (en italien : Monte Carpegna) est une montagne de l'Apennin tosco-romagnol qui culmine à 1 455 mètres d'altitude dans la région des Marches. Son versant nord-ouest s'étend en Émilie-Romagne.

## Géographie
Sur les pentes méridionales du mont Carpegna se trouve l'habitat de Carpegna (altitude : 748 m), à l'est, encastré dans l'un de ses contreforts se trouve Villagrande (siège de la commune de Montecopiolo). Au nord on trouve la petite commune de Maiolo (550 m) et au nord-ouest la commune de Pennabilli.
Le mont Carpegna fait partie du territoire du Parco naturale regionale del Sasso Simone e Simoncello.

## Cyclisme
La 6e étape de Tirreno-Adriatico 2022 franchissait par deux fois la route (1 367 m) du mont Carpegna.